# مارجوري هوستيد
مارجوري هوستيد (بالإنجليزية: Marjorie Husted)‏ هي مديرة وإذاعية وممثلة أمريكية، ولدت في 2 أبريل 1892 في منيابولس في الولايات المتحدة، وتوفي بنفس المكان في 23 ديسمبر 1986.

## وصلات خارجية
- مارجوري هوستيد على موقع الموسوعة البريطانية (الإنجليزية)